# Biotillgänglighet
Biotillgänglighet (Biologisk tillgänglighet) är ett begrepp inom farmakologi som visar hur stor del av ett läkemedel som når systemkretsloppet (blodet) i en organism, ofta underförstått människa.
Mer exakt mäter kvoten hur stor fraktion av ämnen som administreras oralt når cirkulationen i jämförelse med hur mycket som når cirkulationen vid intravenös administration (100 procent). Ämnen där biotillgänglighet kan vara relevant är till exempel läkemedel, vitaminer eller gifter. Biotillgängligheten uttrycks i procent där en hög procentsats innebär att mycket av ämnet eller läkemedlet tas upp i kroppen. 
Låg biotillgänglighet kan till exempel bero på att ämnet har svårt att absorberas i tarmen på grund av hög vattenlöslighet, eller att det bryts ned när blodet från tarmarna går genom levern innan det når resten av blodbanan( så kallat förstapassagemetabolism). Ett svårlösligt ämne kan också få dålig biotillgänglighet eftersom det måste vara löst i tarmvätskan för att kunna tas upp. Därigenom, matematiskt, är biotillgängligheten lika med förhållandet att jämföra arean under plasmaläkemedelskoncentrationskurvan mot tid (AUC) för den extravaskulära formuleringen med AUC för den intravaskulära formuleringen. AUC används eftersom AUC är proportionell mot den dos som har kommit in i den systemiska cirkulationen.
Biotillgängligheten för ett läkemedel är ett medelvärde. För att ta hänsyn till populationsvariabilitet visas avvikelseintervallet som ±. För att säkerställa att läkemedelstagare, som har dålig absorption doseras på lämpligt sätt, används bottenvärdet av avvikelseintervallet för att representera verklig biotillgänglighet och för att beräkna läkemedelsdosen som behövs för att läkemedelstagaren ska uppnå systemiska koncentrationer som liknar den intravenösa formuleringen. För att dosera utan att känna till läkemedelstagarens absorptionshastighet, används bottenvärdet av avvikelseintervallet för att säkerställa den avsedda effekten, såvida inte läkemedlet har ett smalt terapeutiskt fönster.
För kosttillskott, örter och andra näringsämnen där administreringssättet nästan alltid är oralt, betecknar biotillgänglighet i allmänhet helt enkelt den kvantitet eller fraktion av den intagna dosen som absorberas.

## Definitioner

### I farmakologi
Biotillgänglighet är en term som används för att beskriva procentandelen av en administrerad dos av ett kroppsfrämmande medel (xenobiotika) som når den systemiska cirkulationen. Det betecknas med bokstaven f (eller, om uttryckt i procent, med F ). 

### Inom näringsvetenskap
Inom näringsvetenskap, som omfattar intag av näringsämnen och icke-läkemedelsbaserade kostingredienser, saknar begreppet biotillgänglighet de väldefinierade standarder som är förknippade med läkemedelsindustrin. Den farmakologiska definitionen kan inte tillämpas på dessa substanser eftersom användning och absorption är en funktion av näringstillståndet och fysiologiska tillståndet hos försökspersonen, vilket resulterar i ännu större skillnader från individ till individ (inter-individuell variation). Därför kan biotillgänglighet för kosttillskott definieras som andelen av den administrerade substansen som kan absorberas och tillgänglig för användning eller lagring. 
Inom både farmakologi och näringsvetenskap mäts biotillgängligheten genom att beräkna arean under kurva(AUC) för läkemedelskoncentrationens tidsprofil.

### Inom miljövetenskap och naturvetenskap
Biotillgänglighet är det mått med vilket olika ämnen i miljön kan komma in i levande organismer. Det är vanligtvis en begränsande faktor vid produktion av grödor (på grund av löslighetsbegränsning eller absorption av växtnäringsämnen till jordkolloider) och vid avlägsnande av giftiga ämnen från näringskedjan av mikroorganismer (på grund av sorption till eller uppdelning av annars nedbrytbara ämnen i otillgängliga faser i miljön). Ett anmärkningsvärt exempel för jordbruket är växtfosforbrist som orsakas av utfällning med järn- och aluminiumfosfater vid lågt jord-pH och utfällning med kalciumfosfater vid högt jord-pH. Giftiga material i jord, såsom bly från färg, kan göras otillgängligt för djur som får i sig förorenad jord genom att tillföra överskott av fosforgödselmedel. Organiska föroreningar som lösningsmedel eller bekämpningsmedel kan göras otillgängliga för mikroorganismer och därmed kvarstå i miljön när de adsorberas till jordmineraler eller fördelas i hydrofobt organiskt material.

## Absolut biotillgänglighet

Absolut biotillgänglighet är ett förhållande mellan ytan under kurvorna. iv, intravenöst; po, oral väg. C är plasmakoncentration (godtyckliga enheter).

Absolut biotillgänglighet jämför biotillgängligheten för det aktiva läkemedlet i systemisk cirkulation efter icke- intravenös administrering (det vill säga efter oral, buckal, okulär, nasal, rektal, transdermal, subkutan eller sublingual administrering), med biotillgängligheten för samma läkemedel efter intravenös administrering. Det är andelen exponering för ett läkemedel (AUC) genom icke-intravenös administrering jämfört med motsvarande intravenös administrering av samma läkemedel. Jämförelsen måste dosnormaliseras (till exempel ta hänsyn till olika doser eller varierande vikt hos försökspersonerna). Följaktligen korrigeras den absorberade mängden genom att dividera motsvarande administrerade dos.
Inom farmakologi, för att fastställa absolut biotillgänglighet för ett läkemedel, måste en farmakokinetisk studie göras för att erhålla en plasmaläkemedelskoncentration vs tidsdiagram för läkemedlet efter både intravenös (iv) och extravaskulär (icke-intravenös, det vill säga oral) administrering. Den absoluta biotillgängligheten är den doskorrigerade arean under kurva (AUC) icke-intravenöst dividerat med AUC intravenöst. Formeln för att beräkna den absoluta biotillgängligheten, F, för ett läkemedel som administreras oralt (po) ges nedan (där D är dosadministrerad).
{\displaystyle F_{\mathrm {abs} }=100\cdot {\frac {AUC_{\mathrm {po} }\cdot D_{\mathrm {iv} }}{AUC_{\mathrm {iv} }\cdot D_{\mathrm {po} }}}}
Därför kommer ett läkemedel som ges intravenöst att ha en absolut biotillgänglighet på 100 procent (f=1), medan läkemedel som ges via andra vägar vanligtvis har en absolut biotillgänglighet på <1.TH[›] Om man jämför de två olika doseringsformerna med samma aktiva ingredienser och jämför de två läkemedlen kallas biotillgänglighet jämförande biotillgänglighet.
Även om det är klart användbart att känna till den verkliga omfattningen av systemisk absorption (refererad till som absolut biotillgänglighet), bestäms den i praktiken inte så ofta som man kan tro. Anledningen till detta är att dess bedömning kräver en intravenös referens, det vill säga en administreringsväg som garanterar att allt administrerat läkemedel når systemisk cirkulation. Sådana studier drar stora kostnader, inte minst genom nödvändigheten av att utföra prekliniska toxicitetstester för att säkerställa adekvat säkerhet, såväl som potentiella problem på grund av löslighetsbegränsningar. Dessa begränsningar kan dock övervinnas genom att administrera en mycket låg dos (vanligen några mikrogram) av ett isotopiskt märkt läkemedel samtidigt med en terapeutisk icke-isotopiskt märkt oral dos (den isotopiskt märkta intravenösa dosen är tillräckligt låg för att inte störa systemiska läkemedelskoncentrationer som uppnås från den icke-märkta orala dosen). De intravenösa och orala koncentrationerna kan sedan särskiljas genom deras olika isotopkonstitution och kan således användas för att bestämma den orala och intravenösa farmakokinetiken från samma dosadministration. Denna teknik eliminerar farmakokinetiska problem med icke-ekvivalent clearance samt gör det möjligt att administrera den intravenösa dosen med ett minimum av toxikologi och formulering. Tekniken tillämpades först med användning av stabila isotoper som 13C och masspektrometri för att särskilja isotoperna genom masskillnad. På senare tid administreras 14C-märkta läkemedel intravenöst och acceleratormasspektrometri (AMS) används för att mäta det isotopiskt märkta läkemedlet tillsammans med masspektrometri för det omärkta läkemedlet.
Det finns inga regulatoriska krav på att definiera den intravenösa farmakokinetiken eller den absoluta biotillgängligheten, men tillsynsmyndigheter begär ibland information om absolut biotillgänglighet för den extravaskulära vägen i fall där biotillgängligheten uppenbarligen är låg eller varierande och det finns ett bevisat samband mellan farmakodynamiken och farmakokinetiken. vid terapeutiska doser. I alla sådana fall krävs att läkemedlet ges intravenöst för att genomföra en absolut biotillgänglighetsstudie. 
Intravenös administrering av ett utvecklingsläkemedel kan ge värdefull information om de grundläggande farmakokinetiska parametrarna för distributionsvolym (V) och clearance (CL).

## Relativ biotillgänglighet och bioekvivalens
Inom farmakologi anger relativ biotillgänglighet biotillgängligheten (uppskattad som AUC) för en formulering (A) av ett visst läkemedel jämfört med en annan formulering (B) av samma läkemedel, vanligtvis en etablerad standard, eller genom administrering via en annan väg. När standarden består av intravenöst administrerat läkemedel kallas detta absolut biotillgänglighet (se ovan).
{\displaystyle F_{\mathrm {rel} }=100\cdot {\frac {AUC_{\mathrm {A} }\cdot D_{\mathrm {B} }}{AUC_{\mathrm {B} }\cdot D_{\mathrm {A} }}}}
Relativ biotillgänglighet är ett av de mått som används för att bedöma bioekvivalens (BE) mellan två läkemedelsprodukter. För FDA-godkännande måste en generisk tillverkare visa att 90 procent konfidensintervall för förhållandet mellan medelsvaren (vanligtvis av AUC och den maximala koncentrationen, Cmax) för sin produkt och det för "varumärkesläkemedlet"OB[›] är inom gränserna 80 till 125 procent. Där AUC avser koncentrationen av läkemedlet i blodet över tiden t=0 till t=∞, avser Cmax den maximala koncentrationen av läkemedlet i blodet. När Tmax ges avser det den tid det tar för ett läkemedel att nå Cmax.
Medan mekanismerna genom vilka en formulering påverkar biotillgängligheten och bioekvivalensen har studerats omfattande i läkemedel, är formuleringsfaktorer som påverkar biotillgängligheten och bioekvivalensen i kosttillskott i stort sett okända. Som ett resultat, inom näringsvetenskap, är relativ biotillgänglighet eller bioekvivalens det vanligaste måttet på biotillgänglighet, som jämför biotillgängligheten för en formulering av samma dietingrediens med en annan.

## Anteckningar
^ TH: Ett av få undantag där ett läkemedel visar F på över 100 procent ärteofyllin. Vid administrering som oral lösning F 111 procent, eftersom läkemedlet är fullständigt absorberat och första-passagemetabolismen i lungan efter intravenös administrering förbigås. 
^ OB: Referenslistade läkemedelsprodukter (det vill säga innovatörer) såväl som generiska läkemedelsprodukter som har godkänts baserat på en förkortad ny drogansökanges i FDA:s Orange Book.